# Анбу
Анбу (перс. انبو) — село в Ірані, у дегестані Хотбех-Сара, у бахші Карґан-Руд, шагрестані Талеш остану Ґілян. За даними перепису 2006 року, його населення становило 385 осіб, що проживали у складі 106 сімей.

## Клімат
Середня річна температура становить 12,47 °C, середня максимальна – 26,83 °C, а середня мінімальна – -1,76 °C. Середня річна кількість опадів – 656 мм.
| Клімат поселення                              | Клімат поселення | Клімат поселення | Клімат поселення | Клімат поселення | Клімат поселення | Клімат поселення | Клімат поселення | Клімат поселення | Клімат поселення | Клімат поселення | Клімат поселення | Клімат поселення | Клімат поселення |
| Показник                                      | Січ.             | Лют.             | Бер.             | Квіт.            | Трав.            | Черв.            | Лип.             | Серп.            | Вер.             | Жовт.            | Лист.            | Груд.            |                  |
| Середній максимум, °C                         | 10,00            | 9,01             | 10,76            | 15,07            | 20,03            | 24,72            | 26,83            | 26,44            | 21,84            | 18,32            | 13,41            | 10,08            |                  |
| Середня температура, °C                       | 4,59             | 3,64             | 5,37             | 9,67             | 14,64            | 19,32            | 22,74            | 22,34            | 17,76            | 14,24            | 9,32             | 5,98             |                  |
| Середній мінімум, °C                          | −0,79            | −1,76            | −0,03            | 4,29             | 9,24             | 13,94            | 18,64            | 18,26            | 13,67            | 10,14            | 5,23             | 1,89             |                  |
| Норма опадів, мм                              | 51               | 48               | 63               | 58               | 50               | 29               | 14               | 28               | 68               | 107              | 75               | 65               |                  |
| Середньомісячна швидкість вітру, м/с          | 2.24             | 2.50             | 2.47             | 2.53             | 2.29             | 2.20             | 2.56             | 2.30             | 2.07             | 2.00             | 2.24             | 2.09             |                  |
| Середньомісячна сонячна радіація, кДж/м²·день | 6894             | 9303             | 11451            | 15778            | 19590            | 22221            | 23214            | 19717            | 15963            | 10943            | 8283             | 6451             |                  |
| --------------------------------------------- | ---------------- | ---------------- | ---------------- | ---------------- | ---------------- | ---------------- | ---------------- | ---------------- | ---------------- | ---------------- | ---------------- | ---------------- | ---------------- |
| Джерело:                                      |                  |                  |                  |                  |                  |                  |                  |                  |                  |                  |                  |                  |                  |